# BLEACH THE BEST
『BLEACH THE BEST』（ブリーチ・ザ・ベスト）は、テレビアニメ『BLEACH』の主題歌を収録した初のコンピレーション・アルバム。2006年12月13日に発売された。第21回日本ゴールドディスク大賞では、アニメーション・アルバム・オブ・ザ・イヤーを受賞している。

## リリース
2006年12月13日に、2007年3月31日までの期間生産限定盤としてアニプレックスから発売された。CDには、2006年9月までにテレビアニメ『BLEACH』で使用されたオープニングテーマおよびエンディングテーマ全12曲が収録された 。付属のDVDには、オープニング映像およびノンクレジットエンディング映像が収録された。また、ボックス仕様のパッケージ、ブックレット、ピンナップセットなどが特典として付属した。
2008年12月17日には、通常盤として楽曲CDが再発売された。CDの収録内容は期間生産限定盤と同一であるが、DVDや特殊仕様のパッケージなどの特典は含まれていない。

## 批評
タワーレコードのフリーマガジン『TOWER』は、「異例の大ヒットの原動力となったのは、アニメ｢BLEACH｣のファンからの支持はもちろん、確かな音楽性に裏付けられた参加アーティストの実力、さらにはアニメの枠にとらわれない音楽制作陣の挑戦的な姿勢そのものなのだろう」と評している。

## チャート成績・売上
オリコン週間アルバムランキングには通算22回ランクインし、最高順位は第3位を記録した。
2008年12月時点での累計売上は24万枚に達した。

## 受賞
2007年3月13日に日本レコード協会が発表した第21回日本ゴールドディスク大賞において、アニメーション・アルバム・オブ・ザ・イヤーに選出された。

## 収録内容
| #         | タイトル                    | 作詞                  | 作曲                          | 編曲                  | アーティスト          | 時間  |
| --------- | --------------------------- | --------------------- | ----------------------------- | --------------------- | --------------------- | ----- |
| 1.        | 「*〜アスタリスク〜」       | ORANGE RANGE          | ORANGE RANGE                  |                       | ORANGE RANGE          | 4:13  |
| 2.        | 「Life is Like a Boat」     | Rie fu                | Rie fu                        | SNORKEL               | Rie fu                | 4:59  |
| 3.        | 「サンキュー!!」            | KURO MICRO DJ U-ICHI  | KURO MICRO DJ U-ICHI 渡辺貴浩 | HOME MADE 家族        | HOME MADE 家族        | 4:12  |
| 4.        | 「D-tecnoLife」             | TAKUYA∞               | TAKUYA∞                       | UVERworld 平出悟      | UVERworld             | 3:51  |
| 5.        | 「ほうき星」                | 佐藤永麻              | 田中直                        | 田中直                | ユンナ                | 3:13  |
| 6.        | 「happypeople」             |                       |                               |                       | Skoop On Somebody     | 3:42  |
| 7.        | 「一輪の花」                | HIGH and MIGHTY COLOR | HIGH and MIGHTY COLOR         | HIGH and MIGHTY COLOR | HIGH and MIGHTY COLOR | 3:39  |
| 8.        | 「LIFE」                    | YUI                   | YUI                           |                       | YUI                   | 4:00  |
| 9.        | 「マイペース」              | 石田順三              | 石田順三                      | 坂本昌之 SunSet Swish | SunSet Swish          | 4:24  |
| 10.       | 「TONIGHT,TONIGHT,TONIGHT」 | BEAT CRUSADERS        | BEAT CRUSADERS                | BEAT CRUSADERS        | BEAT CRUSADERS        | 2:47  |
| 11.       | 「HANABI」                  | 水野良樹              | 水野良樹                      | 江口亮                | いきものがかり        | 4:24  |
| 12.       | 「MOVIN!!」                 | タカチャ              | タカチャ                      |                       | タカチャ              | 4:19  |
| 合計時間: | 合計時間:                   | 合計時間:             | 合計時間:                     | 合計時間:             | 合計時間:             | 47:43 |

| #   | タイトル                    | 作詞 | 作曲・編曲 | アーティスト          |
| --- | --------------------------- | ---- | ---------- | --------------------- |
| 1.  | 「*〜アスタリスク〜」       |      |            | ORANGE RANGE          |
| 2.  | 「Life is Like a Boat」     |      |            | Rie fu                |
| 3.  | 「サンキュー!!」            |      |            | HOME MADE 家族        |
| 4.  | 「D-tecnoLife」             |      |            | UVERworld             |
| 5.  | 「ほうき星」(+BONUS TRACKS) |      |            | ユンナ                |
| 6.  | 「happypeople」             |      |            | Skoop On Somebody     |
| 7.  | 「一輪の花」                |      |            | HIGH and MIGHTY COLOR |
| 8.  | 「LIFE」(+BONUS TRACK)      |      |            | YUI                   |
| 9.  | 「マイペース」              |      |            | SunSet Swish          |
| 10. | 「TONIGHT,TONIGHT,TONIGHT」 |      |            | BEAT CRUSADERS        |
| 11. | 「HANABI」                  |      |            | いきものがかり        |
| 12. | 「MOVIN!!」                 |      |            | タカチャ              |